# Castle Frank (métro de Toronto)
Castle Frank est une station de la ligne 2 Bloor-Danforth, de la ville de Toronto en Ontario au Canada. Elle est située sur la Bloor Street.

## Situation sur le réseau

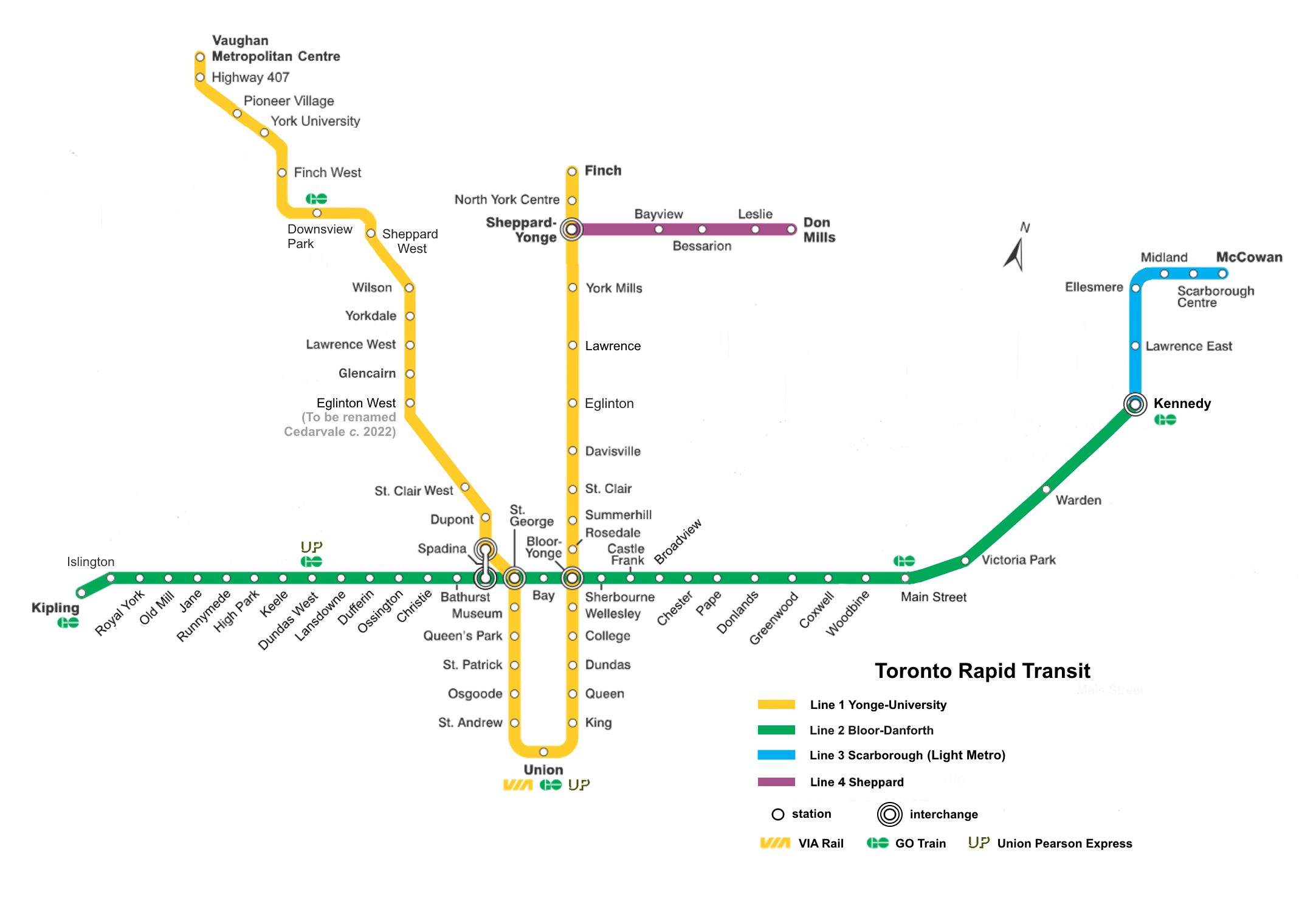
Plan du métro de Toronto (2018).

Établie en souterrain, la station Castle Frank de la ligne 2 Bloor-Danforth, est précédée par la station Sherbourne, en direction du terminus Kipling, elle est suivie par la station Broadview en direction du terminus Kennedy.

## Histoire
La station Castle Frank est mise en service 25 février 1966, année de l'ouverture de la ligne.
Durant l'année 2009-2010, elle dispose d'une fréquentation moyenne de 8 650 personnes par jour.

## Services aux voyageurs

### Intermodalité
Elle est desservie par les bus : 65 Parliament et 94 Wellesley.

## À proximité
- Cimetière St. James
- Viaduc Prince Edward